# بتمن: پشت نقاب سرخ
بتمن: پشت نقاب سرخ یا بتمن: زیر نقاب قرمز (به انگلیسی: Batman: Under the Red Hood) یک فیلم ویدئویی پویانمایی ابرقهرمانی اکشن محصول ۲۰۱۰ آمریکا است که توسط برادران وارنر انیمیشن ساخته شده‌است. این فیلم هشتمین فیلم از دنیای سینمایی پویانمایی‌ دی‌سی محسوب می‌شود. بتمن: پشت نقاب سرخ در ۲۷ ژوئیه ۲۰۱۰ منتشر شد و با استقبال گسترده منتقدان که از انیمیشن، طرح و تمرکز آن بر داستان‌سرایی تمجید کرده‌بودند، همراه بود و به عنوان یکی از بهترین فیلم‌های دنیای سینمایی پویانمایی دی‌سی انتخاب شد. فیلم همچنین یک موفقیت تجاری بود و بیش از ۱۲ میلیون دلار از فروش ویدئوهای خانگی کسب کرد.

## بازخوردها
بتمن: پشت نقاب سرخ بازخورد های مثبتی از منتقدین و مردم دریافت کرد. این انیمیشن در بانک اطلاعات اینترنتی فیلم‌ها نمره بسیار خوب ۸.۱ از ۱۰ را دریافت کرد و در سایت راتن تومیتوز نیز با نمره دست نیافتنی ۱۰۰% مواجه شد که از کارگردانی، داستان، وزن احساسی و صداپیشگی به ویژه جنسن اکلس تمجید کرده‌بودند.

## داستان
در یکی از نبردهای رابین و بتمن با جوکر، رابین توسط جوکر در یک انبار زندانی و شکنجه می‌شود، سپس جوکر انبار را منفجر می‌کند و جیسون را می‌کشد. بعد از مدتی شخصیتی جدید به نام رد هود (با لباس قدیمی جوکر) وارد گاتهام می‌شود و به کشتن تبهکاران و فروش مواد مخدر به نوچه‌های سیاه نقاب می‌پردازد. رد هود همان جیسون است که پس از کشته شدن توسّط جوکر، رأس‌الغول، همان کسی که جوکر را از تیمارستان درآورد (که بیش از شش قرن با حمام گرفتن در چشمهٔ آب جوان‌کننده لازاروس پیت، هنوز زنده است) به خاطر عذاب وجدان، جیسون را در چشمهٔ آب جوان‌کننده انداخت تا او را زنده کند و به رنج بتمن پایان دهد؛ امّا اوضاع آن طور که می‌خواست پیش نرفت و جیسون با عقل و جسمی ناسالم به این دنیا بازگشت. پس از چند درگیری بین نقاب سرخ، سیاه نقاب و بتمن، بروس متوجه می‌شود رد هود همان جیسون است. نقشهٔ جیسون این بود که نقاب سياه را آن نقدر عصبانی کند که مجبور شود از جوکر کمک بگیرد.
بعد از اینکه بتمن، نقاب سیاه و همراهانش را از آتش گرفتن توسط جوکر نجات می‌دهد، جیسون را پیدا می‌کند که در ساختمانی متروکه در حال شکنجه دادن جوکر است. وقتی بتمن می‌رسد، رد هود به بتمن می‌گوید: «با اسلحه جوکر را بکش تا من به تو بپیوندم و اگر به من تیر بزنی، من هم جوکر را با گلوله می‌زنم و هردو می‌میریم» اما بتمن تفنگ را می‌اندازد؛ رد هود به بتمن در حالی که داشت از ساختمان خارج می‌شد، یک تیر شلیک کرد؛ بتمن جا خالی داد و هنگام شلیک تیر بعدی، سر تفنگ رد هود را با پرتاب یک تیغ بست؛ جیسون با دست خونی خود، بمب را فعال کرد، ساختمان را منفجر کرد و سپس گاتهام را ترک کرد.

## بازیگران
- بروس گرینوود در نقش بروس وین / بتمن
- جنسن اکلس در نقش جیسون تاد / رد هود
  - الکساندر مارتلا در نقش جوانی جیسون تاد
  - وینسنت مارتلا در نقش نوجوانی جیسون تاد / رابین
- جان دیماجیو در نقش جوکر
- وید ویلیامز در نقش رامون سیونیس / سیاه نقاب
- نیل پاتریک هریس در نقش دیک گریسون / نایت‌وینگ
- جیسون آیزکس در نقش رأس‌الغول
- جیم پوداک در نقش آلفرد پنی‌ورث
- گری کول در نقش کمیسر جیمز گوردون
- بروس تیم در نقش ریدلر
- کارلوس الازراکی در نقش چی‌چی، قاتل
- رابرت کلوتورثی در نقش لئون
- کلی هو در نقش خانم لی
- فیل لامار در نقش ریک
- آندره‌آ رومانو در نقش خبرنگار
- برایان جرج در نقش دستیار راس الغول
- دوایت شولتز در نقش فردی
- استبان ماتوس در نقش فرد جذاب
- فرد تاتاسیور در نقش سرباز مزدور، آمازو

## عملکرد تجاری
بتمن: پشت نقاب سرخ بیش از ۱۲ میلیون دلار از فروش ویدئوهای خانگی کسب کرد که آن را به یکی از پرفروش‌ترین فیلم‌های پویانمایی دنیای توسعه‌یافته دی‌سی تبدیل کرد.

## دنباله
در ۱۳ اکتبر ۲۰۲۰، دنباله‌ای بر فیلم تحت عنوان بتمن: مرگ در خانواده با حضور بروس گرینوود، وینسنت مارتلا و جان دیماجیو در نقش‌های قبلی و گری کول در نقش دوچهره و کمیسر جیمز گوردون منتشر شد. این فیلم یک روایت تعاملی است که در آن بیننده آن‌چه را که در داستان اتفاق می‌افتد، انتخاب می‌کند.